# Kirby’s Return to Dream Land
Kirby’s Return to Dream Land (с англ. — «Кирби: Возвращение в Страну Снов») — компьютерная игра серии Kirby, разработанная HAL Laboratory и выпущенная Nintendo. Является первой игрой основной серии после Kirby 64: The Crystal Shards, выпущенной в 2000 году на Nintendo 64 (предыдущая игра, Kirby’s Epic Yarn 2010 года, была спин-оффом). Игра вышла в Северной Америке 24 октября 2011 года, в Японии — 27 октября 2011 года, в Европе — 25 ноября 2011 года, а в Австралии — 1 декабря 2011 года. В 2015 году игра стала доступна для цифровой загрузки на Wii U.
Kirby’s Return to Dream Land использует традиционный геймплей серии. Персонаж по имени Кирби может засасывать врагов, получая их способности — например, огненное дыхание или владение мечом. Игра поддерживает кооперативный режим до четырёх игроков, каждый из которых управляет одним персонажем — Кирби, Банданой Уоддл Ди, Мета Рыцарем или Королём Дидиди. По сюжету игры, Кирби должен найти части разрушенного космического корабля.
Игра была первоначально анонсирована для приставки Nintendo GameCube, её выпуск был намечен на конец 2005 года, но позднее игру решили перенести на следующую консоль, Nintendo Wii. Игра была повторно анонсирована на E3 2011 под рабочим названием Kirby Wii. Некоторые элементы отменённой игры 2005 года были перенесены в Kirby’s Return to Dream Land — например, возможность игроков ездить друг на друге верхом. Другие элементы, например, система помощников, были в дальнейшем перенесены в Kirby Star Allies (2018).
Kirby’s Return to Dream Land получила в целом положительные отзывы. Критики положительно оценили возвращение классической геймплейной формулы, дизайн уровень, визуальное оформление и графику, но критиковали игру за низкую сложность и многопользовательский режим. 24 февраля 2023 года вышел Kirby’s Return to Dream Land Deluxe — ремейк игры для Nintendo Switch.

## Игровой процесс
Kirby’s Return to Dream Land является 2.5D-платформером. Персонажи, враги и боссы представлены в игре в виде трёхмерных моделей, а не спрайтов, как в прошлых играх серии. Управление осуществляется с помощью котроллера Wii Remote.
Основная цель игры — помочь инопланетянину по имени Маголор (англ. Magolor), чей космический корабль, «Лор звёздный резак» (англ. Lor Starcutter), совершил аварийную посадку на планете Поп Звезда. На игрока возложена задача найти отвалившиеся части корабля, разбросанные по уровням в разных уголках планеты.
Главный герой Кирби может неограниченно вдыхать воздух, что позволяет ему засасывать врагов и близлежащие предметы. Объекты могут быть в дальнейшем либо использованы в качестве снаряда, либо проглочены. Некоторые враги после поглощения наделяют Кирби особыми способностями. Способности могут быть использованы как в бою, так и для преодоления различных препятствий в мире, при этом одновременно Кирби может обладать только одной способностью. Отличительной особенностью Return to Dream Land является супер-вдох, с помощью которого Кирби может всасывать тяжёлые блоки, самых крупных врагов и других игроков.
Как и в Kirby Super Star каждая способность даёт Кирби целый набор атак, вызываемых комбинациями клавиш. Return to Dream Land добавила в серию три новые способности: «кнут», позволяющий захватывать удалённые предметы; «вода», позволяющая Кирби погасить огонь и блоки лавы; и «лист», позволяющий Кирби использовать листья в качестве оружия или прятаться в кустах, становясь практически неуязвимым.
Также в игре представлены более мощные сверхспособности с ограниченным временем действия, которые наносят огромные повреждения в большой области, благодаря чему можно уничтожить несколько врагов или объектов окружающей среды. Существует пять сверхспособностей — ультра-меч, монструозное пламя, факельный луч, большой молод и снежный мяч. Они представляют собой расширенные версии обычных способностей с новым набором действий.
На протяжении всей игры Кирби может собирать продукты питания, которые восстанавливают его здоровье. Собрав предмет 1UP или 100 звёзд, он получил дополнительную жизнь. Есть также используемые предметы — например, ключи, открывающие закрытые области; автоматически срабатываемая пушка; бомба, постепенно увеличивающаяся со временем, и так далее. В конце каждого этапа игроку предлагается сыграть в мини-игру, в ходе которой можно заработать дополнительные звёзды.
В игре представлен кооперативный мультиплеер для четврёх человек, причём каждый игрок может присоединиться к игре и уйти в любое время. Присоединившиеся игроки могут либо играть за ещё одного Кирби, либо выбрать одного из трёх персонажей со своими способностями — Мета Рыцаря, Уоддл Ди и Короля Дидиди. Игроки могут кататься друг на друге верхом, проводить синхронизированные атаки и лечить друг друга.
Цель игры состоит в поиске энергетических сфер, необходимых для починки «Лора звёздного резака». Сбор достаточного количества сфер открывает доступ к комнатам испытания и двум мини-играм — Ninja Dojo, в которой игрок должен метать звёзды в ниндзя, и Scope Shot, в которой игрок должен одолеть огромного робота за ограниченное время. После прохождения режим открывается усложнённый «экстра-режим» и дополнительный режим «арена», на которой игрок сражается со всеми боссами игры в случайном порядке. Завершение экстра-режима открывает режим «настоящая арена» (англ. The True Arena), на котором боссы заменены на усиленную версию, а также добавлено три дополнительных босса.

## Сюжет
В начале игры Уоддл Ди и Король Дидиди гонятся за Кирби, несущим торт. Они пробегают мимо Мета Рыцаря, читающего книгу на травянистом холме. Персонажи вдруг замечают огромный парусный корабль, выходящий из червоточины, и замирают. Кирби замечает, что корабль выходит из строя, и отправляются на его поиски, где находят инопланетянина по имени Маголор. От него они узнают, что от корабля «Лор звёздный резак» отвалились пять основных частей из 120 энергетических сфер, и предлагают помощь в нахождении потерянного.
После восстановления «Лора звёздного резака» герои отправляются на родину Маголора, планету Халкандру (англ. Halcandra). В пути их атакует четырёхглавый дракон Ландия (англ. Landia), проживающий на вершине самого высокого вулкана с видом на планету. Маголор утверждает, что Ландрия — злой монстр, захвативший Халкандру, и просит у Кирби помощи в его свержении. Победив дракона и заполучив корону, Кирби узнаёт истинные намерения Маголора: он хотел раздобыть Корону мастера (англ. Master Crown), изготовленную предками его расы, и заполучить огромную силу. С помощью неё он задумал покорить вселенной, начав с планеты Поп Звезда. Катастрофу же он просто подстроил, чтобы привлечь внимание Кирби и его команды.
Кирби и его друзья объединяются с разделённым на четыре дракона Ландией и отправляются в Другое измерение (англ. Another Dimension), чтобы остановить Маголора. Маголор контратакует на «Лоре звёздном резаке», и с помощью Короны мастера подбивает всех четырёх героев. Герои приземляются на твёрдую поверхность, где на них снова нападает Маголор. Кирби одолевает инопланетянина, и тот распадается на «душу Маголора» (англ. Magolor’s Soul), Корону мастера и самого Маголора. Другое измерение начинает рушиться, но Кирби с друзьями успевает убежать благодаря помощи драконов Ландии. Герои возвращаются домой и машут на прощание драконам Ландия и «Лору звёздному резаку», исчезающим в червоточине.
В Kirby’s Return to Dream Land Deluxe был добавлен эпилог. В нём Маголор предстаёт перед игроком после своего поражения от рук Кирби и его друзей. Оказавшись в неизвестном месте Другого измерения, Маголор начинает путешествие с целью вернуть себе утерянные способности, одновременно собирая осколки таинственного фрукта под названием «драгоценное яблоко» (англ. Gem Apple). Через некоторое время Маголор восстанавливает семя драгоценного яблока на Эфирном алтаре, однако оно оказывается испорченными остатками Короны мастера. Маголор сражается с Короной, и, одолев её, наполняет меч своей магией, чтобы разрубить её пополам. Затем Маголор покидает Другое измерение через портал. В финальных титрах отмечается, что Маголор попадает в деревню Сонного королевства (англ. Dream Kingdom), версию Страны снов из альтернативной вселенной, а семя Драгоценного яблока, обратившееся в саженец, пускает корни в деревне. Искупив свою вину, Маголор становится владельцемп магазина в Сонном королевстве, что подводит игру к событиям Team Kirby Clash Deluxe и Super Kirby Clash.

## Разработка
Разработка Kirby’s Return to Dream Land началась в 2000 году, сразу после выхода Kirby 64: The Crystal Shards. Игра прошла 11-летний период разработки, во время которой были созданы три различные версии игры, впоследствии отменённые. Первая версия по графическому и игровому стилю напоминала Kirby 64 — она использовала трёхмерную графику, но двумерный сайд-скроллинговый геймплей. Эта версия поддерживала многопользовательский режим до четырёх игроков. Она была продемонстрирована на выставке E3 2005, выпуск игры был назначен на тот же год. Однако трудности с программированием многопользовательского режима привели к отмене разработки. Вторая версия помещала Кирби в трёхмерный открытый мир. Третья версия вернулась к сайнд-скрооллинговому геймплею, но была стилизована под книгу-панораму. После отмены третьей версии, команда решила, что причина их неудач — слишком сильный акцент на мультиплеере, и начали уделять больше времени проработке одиночной игры.
28 января 2011 года, на финансовом бриффинге Nintendo, игра была анонсирована повторно, её выпуск был назначен на тот же год. На E3 2011 был показан геймплей игры под рабочим названием Kirby Wii, которая впоследствии была переименована в Kirby’s Return to Dream Land в Северной Америке, в Kirby’s Adventure Wii в Европе и Австралии и в Hoshi no Kirby Wii в Японии. Музыку к игре написали Дзюн Исикава и Хирокадзу Андо. Саундтрек вошёл в альбом Kirby Wii Music Selection, в котором было представлено 45 музыкальных произведений из игры.
В рамках презентации Nintendo Direct 13 сентября 2022 года был анонсирован ремейк игры под названием Kirby’s Return to Dream Land Deluxe. В игру были добавлены новые способности «Меха» (англ. Mecha) и «Песок» (англ. Sand) и некоторые мини-игры из прошлых игр серии, а графика была стилизована под комиксы. Выход ремейка был намечен на 24 февраля 2023 года.

## Критика
| Сводный рейтинг       | Сводный рейтинг         |
| Агрегатор             | Оценка                  |
| --------------------- | ----------------------- |
| GameRankings          | 80,50 %                 |
| Metacritic            | 77/100Deluxe 80/100     |
| Иноязычные издания    |                         |
| Издание               | Оценка                  |
| 1UP.com               | B                       |
| Destructoid           | 10/10 9/10 (Deluxe)     |
| Eurogamer             | 6/10                    |
| Famitsu               | 36/40                   |
| Game Informer         | 8,5/10 8,75/10 (Deluxe) |
| GameSpot              | 7,5/10 7/10 (Deluxe)    |
| GamesRadar+           | [ 31 ]                  |
| GameTrailers          | 8,3/10                  |
| IGN                   | 7,5/10 7/10 (Deluxe)    |
| Nintendo Life         | · (Deluxe)              |
| Nintendo World Report | 9/10                    |

Kirby’s Return to Dream Land получила в основном положительные отзывы, средний балл игры на агрегаторе рецензий Metacritic составил 77/100. По данным Nintendo, к концу 2012 года было продано 1,31 миллиона копий игры.
Многие критики хвалили кооперативный режим, графику и звук, но критиковали игру за низкую сложность. Они также положительно оценили возвращение классической геймплейной формулы серии после Kirby’s Epic Yarn.
Игру назвали ностальгической и напоминающей предыдущие игры, а Джим Стерлинг из Destructoid назвал её «освежающей», добавив, что «серию Kirby не нужно обновлять — ей просто нужно быть весёлой; Kirby’s Return to Dream Land приносит веселье в избытке.  Графика и визуальные эффекты игры получили высокую оценку критиков за детализацию и яркие цвета. Рецензент GameSpot Нэйтан Меньё назвал уровни прекрасно проработанными, высоко оценив окружение каждого из них.
Основным объектом для критики выступила низкая сложность игры и многопользовательские функции. Рецензент IGN отметил, что игра могла бы понравиться молодой аудитории благодаря простому уровню сложности.
В 2012 году сайт GamesRadar поместил Kirby’s Return to Dream Land на 5 место в списке «Лучших игр серии Kirby».
Kirby’s Return to Dream Land Deluxe также получила «в целом благоприятные» отзывы согласно Metacritic, набрав 80 баллов из 100.

## Заметки
1. ↑  Издана в Японии под названием Hoshi no Kirby Wii (яп. 星のカービィWii Хоси но Ка:би: Wii, рус. «Звезда Кирби Wii») и в Европе и Австралии под названием Kirby’s Adventure Wii (рус. «Приключение Кирби Wii»